# 미친 숲
《미친 숲》(Mad Forest)은 영국 페미니스트 극작가 카릴 처칠의 희곡이다. 1989년 루마니아 혁명을 소재로, 혁명을 전후한 혼란한 루마니아 사회상은 물론 혁명을 바라보는 루마니아 시민들의 다양한 시선까지 독특한 서사극 형식에 담았다.

## 개요
미친 숲은 1989년 11월 베를린 장벽 붕괴 직후 루마니아 공산정권을 무너뜨린 12월 시민혁명을 다룬 작품으로서, 어느 노동계층 가족의 삶을 씨줄로 삼고 혁명의 진행 과정을 날줄로 삼아 매우 특이한 서사시적 연극을 직조한다. 총 3부로 이루어진 극은 각각 혁명 직전의 억압적 사회, 혁명의 격동적 사건, 혁명 이후의 해방된 그러나 급격한 혼란 속으로 빠져드는 사회상을 순차적으로 그리고 있다. 또한 다양한 서사 양식 및 연극 양식을 통해 혁명기의 집단적·개인적 트라우마를 다층적으로 묘사함으로써 혁명을 단일한 사건이 아닌 다중적 리얼리티로 제시한다. 그런 면에서 이 극은 역사 쓰기의 새로운 방식을 모색한다. 그 방식은 사실의 나열과 해설이 아니라 사실들 틈새 깊은 곳에 숨어 있는 진실의 발견을 지향한다.
영국의 페미니스트 극작가 카릴 처칠이 연출가 마크 윙-데이비의 제안으로 수차례 워크숍과 루마니아 연극학교 학생들과의 협업을 통해 완성한 희곡이다.